# HD2IOA
HD2IOA è l'identificativo di una stazione radio operata dalla marina militare dell'Ecuador che trasmette il segnale di tempo nella gamma di frequenze delle onde corte. La stazione radio si trova a Guayaquil, in Ecuador, e trasmette sia sulla radiofrequenza di 3 810 kHz che sulla radiofrequenza di 7 600 kHz. La trasmissione avviene in modalità AM con la sola banda laterale inferiore e consiste in impulsi di 1 kHz ripetuti ogni secondo. È presente inoltre un annuncio vocale in lingua spagnola.